# Filhos do Éden: Anjos da Morte
Filhos do Éden: Anjos da Morte é o segundo livro da série Filhos do Éden, escrito por Eduardo Spohr. O livro conta o passado de Denyel e sua trajetória junto ao esquadrão dos anjos da morte, desde a invasão das tropas aliadas à Europa, durante a Segunda Guerra Mundial, à queda do Muro de Berlim, em novembro de 1989.
Em paralelo, salta ao futuro para acompanhar a jornada de Kaira, Urakin e Ismael, um novo personagem que se junta ao coro, e sua missão para resgatar o amigo exilado, tragado pelo redemoinho cósmico do rio Oceanus, após a batalha na fortaleza de Athea (em "Herdeiros de Atlântida").
O livro é composto por 3 partes, com 88 capítulos, tendo um total de 588 páginas.